# 細袋巨口魚
細袋巨口魚（学名：Photonectes gracilis）为輻鰭魚綱巨口鱼目巨口鱼科的其中一種。分布於全球三大洋海域，為深海魚類，棲息深度可達850公尺，體長可達20.8公分。
其种加词来源于拉丁文“gracilis”，意为“纤细的”。